# Koferdam
 Ovo je glavno značenje pojma Koferdam. Za spravu koja se koristi u dentalnoj medicini za izolaciju mjesta tretmana od ostatka usne šupljine pogledajte Koferdam (stomatologija).
Koferdam je struktura izgrađena unutar tijela vode, ili u paru preko vode kako bi se određeni prostor mogao ispumpati, u svrhu stvaranja suhog i sigurnog radnog okruženja. Zatvoreni koferdami se obično koriste za izgradnju ili popravak trajnih brana, naftnih platformi, stupova mostova itd., izgrađenih ispod ili iznad vode.
Ovi koferdami obično su zavarene čelične konstrukcije, s dijelovima koji se sastoje od limova i drva i poprečnih učvršćenja. Takve se konstrukcije obično demontiraju nakon završetka građevinskih radova.

## Uporaba
Za izgradnju brane obično se grade dva kofernama, jedan uzvodno i jedan nizvodno od predložene brane, nakon što je izgrađen alternativni preusmjeravajući tunel ili kanal za riječni tok koji će zaobići temeljno područje brane. Ti su koferdami obično konvencionalna nasipna brana od zemlje i od kamena, ali također se mogu koristiti beton ili lim. Obično se po završetku brane i pripadajućih građevina uklanja nizvodna kasa, a uzvodna kasa plavi kad se preusmjeravanje zatvori i rezervoar počne puniti. Ovisno o zemljopisnom položaju brane, u nekim se primjenama koferdam u obliku slova "U" koristi za izgradnju polovine brane. Po završetku koferdam se uklanja i stvara se sličan na suprotnoj strani rijeke za izgradnju druge polovice brane.
Cofferdam se povremeno koristi i u brodogradnji i brodskoj industriji, kada nije praktično staviti brod u suhi dok za popravak ili modernizaciju. Primjer takve primjene je produljenje brodova. U nekim se slučajevima brod zapravo prereže na dva dijela dok je još uvijek u vodi, a novi dio broda dopluta kako bi ga produžio. Rezanje trupa vrši se unutar koferdama pričvršćenog izravno na trup broda; koferdam se zatim odvaja prije nego što se dijelovi trupa razdvoje. Kasnije se koferdam zamjenjuje dok se dijelovi trupa ponovno zavaruju. Koliko god ovo skupo bilo postići, upotreba suhog doka mogla bi biti još skuplja.
Otvoreni keson od 100 tona koji je spušten više od milje na morsko dno u pokušajima da zaustavi protok nafte tijekom izlijevanja nafte Deep water Horizon također se nazivao koferdamom. Operacija nije uspjela, jer su se metanski klatrati smrzli u gornjim razinama.

## Pomorska arhitektura
Koferdam se također može odnositi na izolacijski prostor između dvije vodonepropusne pregrade ili palube unutar broda. Koferdam može biti prazan (prazan) prostor ili balastni prostor. Koferdami se obično koriste kako bi se osiguralo da ulje ili druge kemikalije ne iscure u spremnike slatke vode što bi rezultiralo kontaminacijom opskrbe pitkom vodom na brodu. Cofferdam bi bio prazan cijelo vrijeme i brod bi mogao imati senzore u koferdamu koji upozoravaju ako je koferdam počeo primati tekućinu. Ako se na istom plovilu prevoze dva različita tereta koji međusobno opasno reagiraju, između prostora za teret obično se postavlja jedan ili više koferdama.

## Prijenosni koferdami
Prijenosni koferdami mogu biti na napuhavanje ili koferdami s okvirom i tkaninom, te se mogu koristiti više puta. Koferdami na napuhavanje rastežu se po mjestu, a zatim se pune vodom iz predviđenog suhog područja. Koferdami s okvirom i tkaninom podižu se u vodi i prekrivaju vodonepropusnom tkaninom. Nakon što se područje osuši, voda preostala u suhom području može se sipati na mokro područje.

## Poveznice
- Keson, slična vodonepropusna struktura

## Vanjske poveznice
- Nautical Terms at phrontistery.info
- Portable Cofferdam at phrontistery.info
- Temporary Cofferdam